# 2009 en arts plastiques
| Années des arts plastiques : 2006 - 2007 - 2008 - 2009 - 2010 - 2011 - 2012    |
| Décennies des arts plastiques : 1970 - 1980 - 1990 - 2000 - 2010 - 2020 - 2030 |

Cette page concerne l'année 2009 en arts plastiques.

## Œuvres

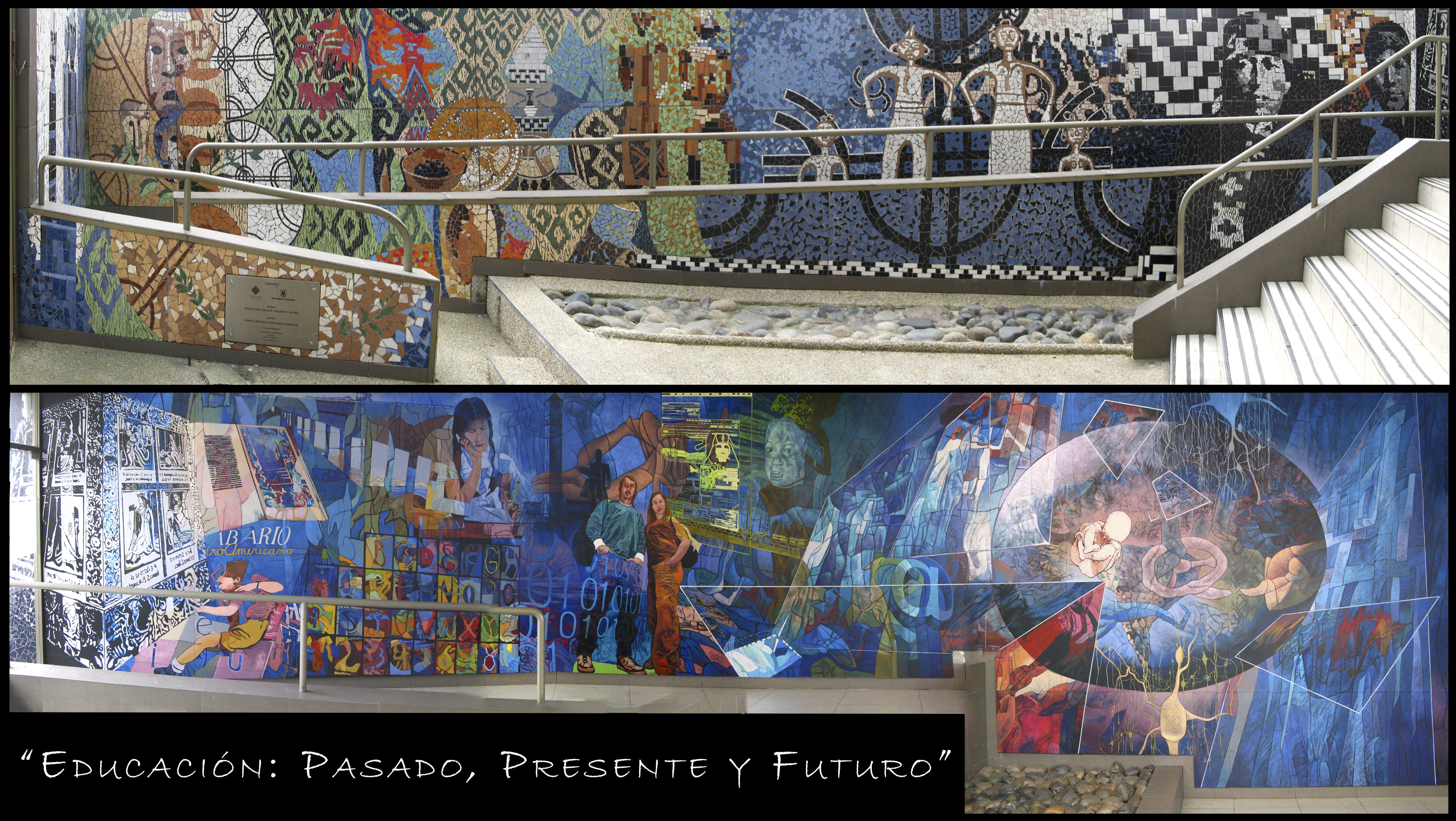
Educación: pasado, presente y futuro, peinture murale de Marco Hernández.

- Educación: pasado, presente y futuro

## Événements
- 27 mai : ouverture de l'exposition elles@centrepompidou, à Paris

## Décès
- 2 janvier : Charles Menge, peintre suisse (° 16 avril 1920),
- 9 janvier : Ljubica Sokić, peintre serbe (° 9 décembre 1914),
- 19 janvier : Camille Niogret, peintre français (° 12 septembre 1910),
- 23 janvier : Geneviève Pezet, peintre, sculptrice et céramiste française (° 19 décembre 1913),
- 24 janvier :
  - Robert Léris, sculpteur français (° 21 mai 1928),
  - Suzanne Millerioux, peintre française (° 26 juillet 1918),
- 5 février : François Aubrun, peintre français (° 29 octobre 1934),
- 15 février : Jack Vanarsky, sculpteur et auteur de collages français (° 18 avril 1936),
- 20 février :
  - Michel Rodde, peintre et lithographe français (° 27 avril 1913),
  - Shraga Weil, peintre et graveur israélien (° 24 septembre 1918),
- 3 mars : Hanna Ben-Dov, peintre israélienne (° 23 février 1919),
- 7 mars : André Hubert, peintre et maître verrier français (° 12 avril 1911),
- 8 mars : Seund Ja Rhee, peintre, graveuse et céramiste coréenne (° 3 juin 1918),
- 17 mars : Michel Bertrand, peintre et sculpteur français (° 1er août 1935),
- 21 mars : Mario De Donà, graphic designer, peintre, dessinateur, graveur et affichiste italien (° 6 septembre 1924),
- 28 mars : Pierre Michel, peintre suisse (° 3 décembre 1924),
- 29 mars : Meriem Mazian, peintre marocaine (° 1930),
- 4 avril : Marcel Hamel, peintre et collagiste français (° janvier 1933),
- 6 avril :
  - Ray Letellier, peintre français (° 30 avril 1921),
  - Daniel Marteau, peintre, sculpteur et dessinateur français (° 13 août 1945),
- 10 avril : Andrée Pollier, peintre française (° 17 octobre 1915),
- 11 avril : Werner Otto Leuenberger, peintre, illustrateur, graphiste et sculpteur suisse (° 21 décembre 1932),
- 16 avril : Andrée Pollier, peintre française (° 17 octobre 1916),
- 18 avril : Farkhat Sabirzyanov, peintre russe (° 30 mai 1933),
- 7 mai : Danièle Perré, peintre française (° 31 août 1924),
- 20 mai : Vincent Rossell, peintre et photographe français (° 6 mars 1924),
- 22 mai : Irio Ottavio Fantini, illustrateur italien (° 28 mai 1943),
- ? mai : Claude Maréchal, peintre français (° 11 mars 1925),
- 28 juin : Jean Tirilly, peintre français (° 13 avril 1946),
- 9 juillet : Klaus Paier, artiste du graffiti allemand (° 8 septembre 1945),
- 17 juillet : Oscar Gauthier, peintre français (° 17 septembre 1921),
- 26 juillet :Paul Petit, peintre, lithographe et écrivain français (° 8 janvier 1920),
- 1er août : François Baron-Renouard, peintre français de l'École de Paris (° 19 avril 1918),
- 10 août : Behjat Sadr, peintre iranienne (° 29 mai 1924),
- 25 août : Virgil Nevjestic, graveur, peintre et poète français (° 22 novembre 1935),
- 27 août : Pierre Gastaud, peintre français (° 13 avril 1920),
- 12 septembre : Jacques Sourth, peintre, affichiste, dessinateur et poète français (° 3 septembre 1947),
- 26 septembre : Ragnar von Holten, peintre, graveur, illustrateur et conservateur de musée suédois (° 12 mars 1934),
- 3 octobre : François Jousselin, peintre français (° 27 octobre 1926),
- 13 octobre : Pierre Morosini, peintre français (° 2 juillet 1924),
- 23 octobre : Zoubeir Turki, peintre et sculpteur tunisien (° avril 1924),
- ? octobre : Shin Sung-Hy, peintre abstrait coréen (° 1948),
- 2 novembre : Claude Vallois, peintre français (° 9 avril 1927),
- 11 novembre : Meki Megara, peintre et lithographe marocain (° 2 mars 1933),
- 24 novembre : Yasse Tabuchi, peintre, aquarelliste, graveur sur cuivre, lithographe et céramiste japonais (° 20 mai 1921),
- 27 novembre : Ernesto Treccani, peintre italien (° 26 août 1920),
- 2 décembre : Ikuo Hirayama, peintre japonais, pacifiste et militant actif du désarmement nucléaire (° 15 juin 1930),
- 8 décembre : Denise Mennet, dessinatrice et peintre vaudoise.
- 14 décembre : Roger Hentz, peintre français (° 29 mars 1927),
- ? : Christiane de Casteras, peintre féministe française (° 1925).